# Suity na wiolonczelę solo J.S. Bacha
Suity na wiolonczelę solo J.S. Bacha (wł. 6 Suites a Violoncello Solo senza Basso, BWV 1007–1012) – cykl sześciu suit Johanna Sebastiana Bacha (BWV 1007–1012) przeznaczonych na wiolonczelę solo. Zostały prawdopodobnie skomponowane w latach 1717–1723 na dworze księcia Leopolda w Köthen, być może na potrzeby tamtejszych wiolonczelistów, Lignikego lub Abela. 

## Historia
Nie zachował się żaden rękopis autografu. Najstarszym źródłem jest kopia wykonana przez Johanna Petera Kellnera oraz kopia autorstwa żony Bacha Anny Magdaleny Bach, powstała prawdopodobnie w latach 1727-1731. 
Lista suit
1. Suita nr 1, G-dur, BWV 1007
2. Suita nr 2, d-moll, BWV 1008
3. Suita nr 3, C-dur, BWV 1009
4. Suita nr 4, Es-dur, BWV 1010
5. Suita nr 5, c-moll, BWV 1011
6. Suita nr 6, D-dur, BWV 1012

## Budowa
Przez długi czas uważano, że Suita nr 6 jest przeznaczona dla pięciostrunnego instrumentu, z kolei w rękopisie Suity nr 5 autorstwa Anny Magdaleny Bach pojawiła się adnotacja o konieczności innego nastrojenia instrumentu (skordatura). Każdą suitę otwiera swobodne formalnie preludium. Przeważa monodia, której wewnętrzna struktura buduje sugerowaną słuchaczowi harmonię kontrapunktową. 